# Йозефінендорф
Йозефінендорф — колишня німецька колонія (т.зв. йосифинська колонізація) у Сокальському районі Львівської області. Ліквідована у 1940 року через депортацію німців. 

## Назва
За часів Австро-Угорщини місцеві німці називали свою колонію «Йозефінендорф» (нім. Josefinendorf), польська адміністрація Галичини називала її Юзефівкою (пол. Józefówka), а українці — Йосифівкою.

## Розташування
Село лежало при дорозі Угнів-Рава-Руська, південніше від перехрестя з дорогою Піддубці-Карів.

## Історія
На 1880 рік — німецька колонія, присілок села Піддубці в Равському повіті. Було 18 будинків і 114 мешканців (101 римокатолик, 10 грекокатоликів і 3 юдеї).
На 1 січня 1939 року в селі мешкало 90 осіб, з них 5 українців, 70 німців, 15 поляків. Село входило до ґміни Вєжбіца Равського повіту Львівського воєводства Польської республіки. Після анексії СРСР Західної України у 1939 році село включене до Немирівського району Львівської області. 
Колишня німецька колонія була ліквідована радянською владою у 1940 році. Її мешканців було депортовано до Вартегау (Німеччина) згідно із сумнозвісною угодою Молотова — Ріббентропа. При переписі 1 березня 1943 року село вже не згадується. Територія колишнього села у 1944 році віддана Польщі, у 1951 році — повернена до СРСР.